# Zalegoszcz
Zalegoszcz (ros. Залегощь) – osada typu miejskiego w zachodniej Rosji, na terenie obwodu orłowskiego.
Miejscowość leży w rejonie zalegoszczeńskim, którego ośrodek administracyjny stanowi, nad rzeką Nerucz.
Miasteczko liczy 5736 mieszkańców (1 stycznia 2005 r.), tj. ok. 1/3
całej populacji rejonu.
Osada jest jedynym ośrodkiem miejskim na terenie tej jednostki podziału administracyjnego.
Zalegoszcz jest lokalnym centrum kulturalnym i gospodarczym. W miejscowości tej znajdują się m.in. zakłady przemysłu cukierniczego, mleczarskiego, budowlanego (cegielnie) oraz drukarnia.